# Инсбрукский фестиваль старинной музыки
Инсбрукский фестиваль старинной музыки (нем. Innsbrucker Festwochen der Alten Musik) — фестиваль, представляющий музыку Средневековья, эпохи Возрождения, барокко и классицизма в стиле аутентичного исполнительства. Инсбрукский фестиваль проводится ежегодно с 1976 года в июле и августе в живописных исторических местах Инсбрука и его окрестностей. Наибольшей известностью пользуются концерты в замке Амбрас.
Инсбрук — центр старинной музыки. В эпоху Возрождения и барокко такие мастера, как Пауль Хофхаймер, Хенрик Изак и Пьетро Антонио Чести останавливались в альпийском городе в качестве придворных музыкантов. Великолепные оперные представления проходили в Комедихаусе, первом автономном театре в немецкоязычном мире (ныне Театр земли Тироль). Инсбрукский инструментальный ансамбль того времени впоследствии составил основу знаменитого предклассического оркестра Мангейма.
В середине XX века традиция была продолжена, и культивирование старинной музыки в залах и церквях возобновилось. В 1963 году в честь 600-летия вхождения Тироля в состав Австрии инсбрукский музыкант Отто Ульф (1907-1993) вместе с Лилли фон Заутер, хранительницей коллекций Музея истории искусств в замке Амбрас, организовали первый «Концерт в замке Амбрас». С 1976 года Инсбрукский фестиваль старинной музыки посвящён культивированию музыки эпохи Возрождения и барокко, что делает его старейшим фестивалем такого рода, существующим до сих пор. Основное внимание уделяется операм эпохи барокко, а также концертам в исторических местах. В 2010 году стартовал ежегодный Международный конкурс певцов барочной оперы имени П. А. Чести, на который в Инсбрук съезжаются молодые певцы со всего мира.
На фестивале выступали такие дирижёры, как Ринальдо Алессандрини, Джованни Антонини, Говард Арман, Фабио Бьонди, Аттилио Кремонези, Алан Кёртис, Джон Элиот Гардинер, Николаус Арнонкур, Томас Хенгельброк, Рене Якобс, Конрад Юнгхенель, Сигизвальд Кёйкен, Ганс-Мартин Линде, Эдуард Мелькус, Ларс Ульрик Мортенсен, Кристина Плюхар, Кристоф Руссе и Жорди Саваль. Среди исполнителей — Дженнифер Лармор и многочисленные контратенора, такие как Рене Якобс, Дерек ли Рагин, Доминик Висс и Дэвид Хансен. С 2010 года итальянский дирижёр и клавесинист Алессандро де Марки является художественным руководителем Инсбрукского фестиваля старинной музыки. С 2023 года в качестве художественного руководителя фестиваля заявлен итальянский клавесинист и дирижёр Оттавио Дантоне
В 2020 году, во время пандемии Covid 19 только часть первоначально запланированной программы не могла быть представлена на всех обычных площадках в строгих условиях безопасности (при значительном сокращении числа зрителей).